# Francis Synott
Francis Allen "Red" Synott (28. prosince 1890, Chatham, Nový Brunšvik – 12. říjen 1945) byl americký reprezentační hokejový útočník.
S reprezentací USA získal dvě stříbrné olympijské medaile (1920 a 1924).

## Úspěchy
- Stříbro na Letních olympijských hrách – 1920 a 1924